# وين ما تكون
وين ما تكون، هو برنامج يمزج بين برامج المسابقات وتلفزيون الواقع مأخوذ عن البرنامج البريطاني "Relentless".
عرض على قناة أبوظبي الأولى بدء 26 أبريل حتى 19 يوليو 2011 على ثلاثة عشر حلقة، وقدمه الإعلامي الإماراتي سعيد المعمري. الجائزة المقدمة في كل حلقة قد تصل إلى 70.000 درهم إماراتي كحد أقصى.

## فكرة المسابقة
في كل حلقة، يلاحق سعيد المعمري وفريق البرنامج مشتركا جديدا ليترصدوا كل تحركاته خلال 48 ساعة فيفاجؤه من حيث لا يتوقّع وبطريقة غير كلاسيكية بسؤال ما أو بمهمّة تطلب منه، وهذا أينما كان، في العمل أو على الطريق، في المنزل أو خلال عشاء مع الأصدقاء، على الراديو أو على التلفزيون، في السينما أو خلال مباريات كرة قدم، قد تأتي المهّمة أو يطرح السؤال كالصاعقة ومن أشخاص غير متوقعين.
تتضمن المسابقة عشرة أسئلة، قيمة كل سؤال 7.000 درهم إماراتي يتم طرحها خلال 48 ساعة، ويحاول المشترك الإجابة عليها بالطريقة التي تطلب منه وفي المكان الذي يعيّن له. تم تصوير البرنامج في أنحاء متفرقة من العاصمة الإماراتية أبوظبي وبقية الإمارات الأخرى مستعرضا كافة نواحي الحياة العامّة والخاصة في دولة الإمارات العربية المتحدة عامّة وإمارة أبوظبي على وجه التحديد.
وقبل ختام الحلقة يجلس سعيد المعمري مع المتسابق ليعلمه إذا الإجابته كانت صحيحة أم لا ويسلمه جائزته نقدا داخل حقيبة عليها شعار البرنامج.

## وصلات خارجية
- صفحة البرنامج على موقع أبوظبي الأولى
- «وين ما تكون»..برنامج تلفزيون الواقع الجديد على «أبوظبي الأولى» - جريدة الاتحاد
- Relentless